# George Curzon

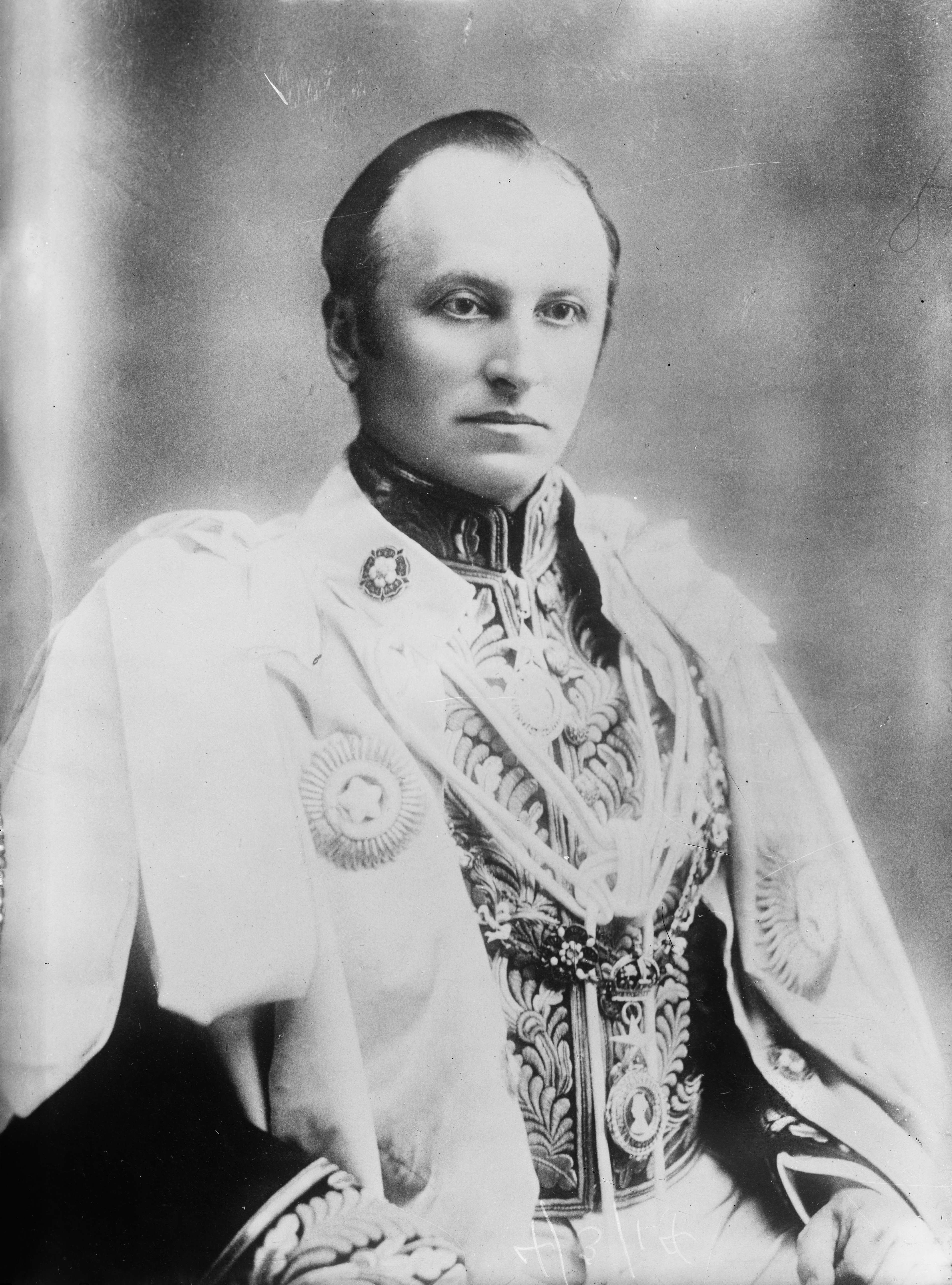
Lord Curzon

George Nathaniel Curzon (11 januari 1859 - 20 maart 1925), de eerste markies van Curzon van Kedleston, was een Brits politicus en onderkoning van Indië van 1899 tot 1905.
Hij regeerde India met een imperialistische politiek, die de economische belangen van de Britten voor de noden en behoeften van de inheemse bevolking stelde. Na ruzie met Horatio Herbert Kitchener, graaf Kitchener van Khartoum, vertrok George Curzon in 1905. Hij werd in 1911 tot graaf Curzon verheven en in 1914 markies.
Tussen 1919-1924 was hij minister van Buitenlandse Zaken van het Verenigd Koninkrijk. Naar hem is de Curzon-linie, de oostgrens van Polen, vernoemd. Verder was hij voorzitter van de Conferentie van Lausanne die de herstelbetalingen van Duitsland na het einde van de Eerste Wereldoorlog regelde. Hij keurde de bezetting van de Rijnoever door de Fransen in 1923 af. Hij nam ook de eerste stappen voor het Dawesplan voor het Duitse oorlogsherstel.
Hij trouwde met een dochter van Levi Z. Leiter, een "dollarmiljonair van Chicago". Een van zijn dochters, Cynthia, trouwde met Oswald Mosley, de leider van de fascisten in Groot-Brittannië.
- Bibsys: 90128258
- Bibliothèque nationale de France: cb12099012g (data)
- Catàleg d'autoritats de noms i títols de Catalunya: 981061035326106706
- CiNii: DA0030936X
- Digitale Bibliotheek voor de Nederlandse Letteren: curz001
- Gemeinsame Normdatei: 119091364
- International Standard Name Identifier: 0000 0001 2125 2168
- Library of Congress Control Number: n50019619
- National Archives and Records Administration: 10582567
- Nationale Bibliotheek van Tsjechië: skuk0000278
- Nationale bibliotheek van Australië: 35032823
- Nationale Bibliotheek van Israël: 987007260025505171
- Nationale Bibliotheek van Polen: a0000001217537
- Nederlandse Thesaurus van Auteursnamen: 070246556
- Réseau des bibliothèques de Suisse occidentale: 02-A000045567
- SNAC: w6bg3467
- Système universitaire de documentation: 119091364
- Trove: 805450
- Union List of Artist Names: 500250382
- Virtual International Authority File: 27094651
- WorldCat: E39PBJrcpjqxhmjcT73RVFrwmd